# Emil Vacqueret
Emil Józef Vacqueret (ur. 2 grudnia 1832, zm. 15 września 1907 w Warszawie) – polski urzędnik państwowy w służbie carskiej, wiceprezes dyrekcji Warszawskich Teatrów Rządowych (WTR).

## Życiorys
Pochodził z rodziny o korzeniach francuskich  Jego ojcem był Bernard Vacqueret (1789-1869), major wojsk napoleońskich, adiutant Napoleona Bonaparte, który po rewolucji lipcowej we Francji z 1830 osiadł na terenach polskich i pracował jako nauczyciel. Ukończył gimnazjum w Piotrkowie, studiował w Petersburgu. Początkowo pracował jako urzędnik w Kancelarii Komisji Emerytalnej, potem w Radzie Administracyjnej Królestwa Polskiego. W marcu 1863 jako p.o. sekretarza Kancelarii Rady Stanu Królestwa Polskiego został mianowany podsekretarzem klasy I-szej tejże kancelarii. Od 1892 kierował komisją ds. podniesienia dochodowości Warszawskich Teatrów Rządowych, na przełomie 1894 i 1895 tymczasowo pełnił obowiązki prezesa WTR (w związku z chorobą prezesa Aleksandra Karandiejewa). W latach 1895–1902 był wiceprezesem dyrekcji WTR, ponownie pełnił obowiązki prezesa w 1901. W sierpniu 1900 obchodził jubileusz 50-lecia pracy zawodowej.
W ocenie kronikarza teatru, aktora Pawła Owerłły (Z tamtej strony rampy, 1936) „jako administrator odznaczał się niezwykłą energią oraz wielką skrupulatnością”.
Jego synem był Emil Apolinary (1864-).